# Cerro Baltasar
Der Cerro Baltasar ist ein Berg in Uruguay.
Der 329 m hohe felsige Berg befindet sich auf dem Gebiet des Departamento Maldonado.